# Hartmut Heuermann
Hartmut Heuermann (* 3. November 1941 in Bielefeld; † 12. Januar 2025) war ein deutscher Anglist, Amerikanist  und Hochschullehrer.

## Leben und Wirken
Hartmut Heuermann studierte nach seiner Reifeprüfung 1961 in Bielefeld und dem Militärdienst ab 1963 Anglistik bzw. Amerikanistik an der Boston University und an der Universität Marburg/L. In Boston erwarb er 1968 den Magistergrad. Seine Promotion erfolgte 1970 bei Horst Oppel an der Universität Marburg, dort arbeitete er dann als wissenschaftlicher Assistent. Im Jahre 1975 wurde er Wissenschaftlicher Rat und Professor an der Technischen Universität Braunschweig und lehrte dort bis zum Eintritt in den Ruhestand 2004. Von 1983 bis 1984 hatte er eine Gastprofessur an der Boston University inne. Von 1987 bis 1989 war Heuermann Vizepräsident der Technischen Universität Braunschweig.
In seinen Veröffentlichungen beschäftigte sich neben der amerikanischen Literatur und Kultur des 19. bzw. 20. Jahrhunderts mit der Rezeptionsforschung, Literaturdidaktik sowie der Medienkultur.

## Veröffentlichungen (Auswahl)
- (Hrsg. u. Mitautor): Literatur und Didaktik. Zwei Bände. Vandenhoeck & Ruprecht 1973/1982, ISBN 3-525-01206-3 u. ISBN 3-525-20751-4.

- Erskine Caldwells Short Stories. Studien zum amerikanischen Neo-Naturalismus (= Mainzer Studien zur Amerikanistik, Bd. 4). Lang, Bern 1974, ISBN 3-261-01019-3 (= Dissertation Universität Marburg).
- (Mithrsg.): Literarische Rezeption. Beiträge zur Theorie des Text-Leser-Verhältnisses und seiner empirischen Erforschung (= Informationen zur Sprach- und Literaturdidaktik, Bd. 4). Schöningh, Paderborn 1975, ISBN 3-506-74054-7.
- Probleme einer mythokritischen Literaturgeschichte. In: Poetica, Bd. 7 (1975), S. 1–22.
- Kognitive Dissonanz als Phänomen literarischer Rezeption. Zur Übertragung und Anwendung einer sozialpsychologischen Theorie auf die Literaturwissenschaft. In: Archiv für das Studium der neueren Sprachen und Literatur, Bd. 132 (1980), S. 134–150.
- Typisch amerikanisch? Zum literaturwissenschaftlichen Problem der Nationaltypik am Beispiel von J. P. Donleavys 'At Longitude and Latitude'. In: Literatur in Wissenschaft und Unterricht, Bd. 14 (1981), S. 241–259.
- Ist literarische Kompetenz meßbar? Bericht über eine empirische Untersuchung. In: Helmut Kreuzer/Reinhold Viehoff (Hrsg.): Literaturwissenschaft und empirische Methoden (= Zeitschrift für Literaturwissenschaft und Linguistik, Beiheft 12). Vandenhoeck & Ruprecht, Göttingen 1981, S. 264–284, ISBN 3-525-21013-2.
- (mit Peter Hühn): Fremdsprachige vs. muttersprachige Rezeption. Eine empirische Analyse text- und leserspezifischer Unterschiede (= Empirische Literaturwissenschaft, Bd. 9). Narr, Tübingen 1983, ISBN 3-87808-593-1.
- (Hrsg.): Die Utopie in der angloamerikanischen Literatur. Interpretationen. Schwann-Bagel, Düsseldorf 1984, ISBN 3-590-07453-1.
- (Hrsg.): Der Science-Fiction-Roman in der angloamerikanischen Literatur. Interpretationen. Bagel, Düsseldorf 1986, ISBN 3-590-07454-X.
- Fremdsprachlichkeit aus empirischer Sicht. In: Englisch Amerikanische Studien, Bd. 8 (1986), S. 36–49.
- Mythos, Literatur, Gesellschaft. Mythokritische Analysen zur Geschichte des amerikanischen Romans. Fink, München 1988, ISBN 3-7705-2544-2.
- (Hrsg.): Classics in cultural criticism. Bd. 2: USA. Lang, Frankfurt/M. 1990, ISBN 3-631-42126-5.
- (Hrsg.): Classics in cultural criticism. Bd. 3: Contemporaries in cultural criticism. Lang, Frankfurt/M. 1991, ISBN 3-631-43052-3.
- Medienkultur und Mythen. Regressive Tendenzen im Fortschritt der Moderne (= Rowohlts Enzyklopädie, Bd. 549). Rowohlt, Reinbek 1994, ISBN 3-499-55549-2.
- Medien und Mythen. Die Bedeutung regressiver Tendenzen in der westlichen Medienkultur. Fink, München 1984, ISBN 3-7705-2928-6.
- (mit Matthias Kunzina): Gefährliche Musen. Medienmacht und Medienmißbrauch. Metzler, Stuttgart 1995, ISBN 3-476-01300-6.
- Wissenschaftskritik. Konzepte – Positionen – Probleme. Francke, Tübingen 2000, ISBN 3-7720-2753-9.
- Welt und Bewußtsein. Eine Topographie der inneren Erfahrung. Lang, Frankfurt/M. 2002, ISBN 3-631-39388-1.
- Religion und Ideologie. Die Verführung des Glaubens durch Macht. Francke, Tübingen 2005, ISBN 3-7720-8106-1.
- Mythos, Religion, Ideologie. Kultur- und gesellschaftskritische Essays. Lang, Frankfurt/M. 2009, ISBN 978-3-631-58821-5.
- Sprachwissenschaft für den Alltag. Ein Kompendium. Lang, Frankfurt/M. 2012, ISBN 978-3-631-62342-8 (2. überarb. u. erw. Auflage, mit Alexander Gräbner, ISBN 978-3-631-63434-9).